# Enid Bagnold
Enid Bagnold   (Rochester, 27 d'octubre de 1889 - 17, Hamilton Terrace Nw8, 31 de març de 1981) va ser una novel·lista i dramaturga anglesa, coneguda especialment per la seva obra National Velvet (1935) de la qual es feu una versió cinematogràfica en el film El foc de la joventut.
Filla de l'oficial de l'exèrcit Arthur Henry Bagnold i de la seva dona Ethel (nascuda Alger), va passar la seva primera infància a Jamaica i va assistir a escoles d’Anglaterra i França.
Es va fer infermera durant la Primera Guerra Mundial però va ser acomiadada quan va escriure articles crítics amb l'administració de l'hospital. Va escriure aleshores A Diary Without Dates (1917) sobre aquesta experiència. Posteriorment va treballar de xòfer i va escriure The Happy Foreigner (1920). Dues novel·les ben diferents són The Squire (1938), que mostra l'esperança en una casa que espera el naixement d’un fill, i The Loved and Envied (1951), sobre una dona enfrontada a l'enfocament de la vellesa.
El 1920 va casar-se i va anar-se'n a viure a North End House, Rottingdean, prop de Brighton, a l'antiga casa del pintor Edward Burne-Jones, el jardí de la qual va inspirar la seva obra teatral The Chalk Garden (1955), de la qual es va fer una versió cinematogràfica el 1964. També va escriure les obres teatrals Four Plays (1970) i A Matter of Gravity (1975).
Va publicar unes memòries, Enid Bagnold’s Autobiography [from 1889] el 1969.